# 弗兰茨·约瑟夫·尼登楚

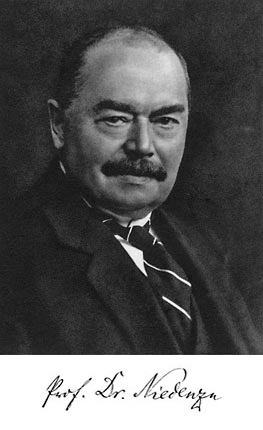
+ foto

弗兰茨·约瑟夫·尼登楚（德語：Franz Josef Niedenzu）（1857年11月29日—1937年9月30日）是德国植物学家。
尼登楚是布劳恩斯堡的荷西安教会学校（Lyceum Hosianum）的数学和自然历史教授，他曾经在布劳恩斯堡创建了一个植物园 ，并在柏林植物园兼职。他对金虎尾科植物有很深的研究，曾经确认出相当数量的新种和6个新属—Alcoceratothrix (Byrsonima)，Callyntranthele (Blepharandra)， Cordobia， Diaspis (Caucanthus)， Malpighiodes， Sprucina (Jubelina)。